# Carl Hesse
Carl Hesse (n. 6 august 1808, Paplitz⁠(d), Baruth/Mark, Brandenburg, Germania – d. 1882, Budapesta, Austro-Ungaria) a fost un meșter organist din Austro-Ungaria, care a realizat peste 100 de orgi, dintre care 15 în Marele Principat al Transilvaniei. Între acestea se numără orga Bisericii din Biertan și orga Bisericii Iezuiților din Sibiu.